# 富世街道
富世街道，原为富世镇，是中华人民共和国四川省自贡市富顺县下辖的一个乡镇级行政单位。
2019年9月撤销互助镇、富世镇，设立富世街道，以原富世镇后街社区、吉安庄社区、釜江社区、杨柳湾社区、北湖社区、龙山社区、白果湾社区、沙山社区、西湖社区、金山社区、五府山社区、十字岭社区、印花庄社区、富州花园社区、文庙社区、望云村、庆和村、槽店村、光灯村、丁海村、海棠村、共和村、联合村、团结村、跃进村和原互助镇高山村、友爱村、李寺村、小塘村、保家村、永和村所属行政区域为富世街道的行政区域，富世街道办事处驻釜江大道东段456号。

## 行政区划
富世街道下辖以下地区：
化肥厂家属社区、磷化厂家属社区、水泥厂家属社区、糖厂家属社区、富州花园社区、西湖社区、文庙社区、釜江社区、后街社区、五府山社区、金山社区、吉安社区、印花庄社区、龙山社区、团结村、庆和村、共和村、丁海村、槽店村、光灯村、平澜村、联合村、跃进村、海棠村、望云村、永和村、保家村、小塘村、高山村、友爱村和李寺村。